# Historia de Cali (mural)
La historia de Cali es una pintura mural realizada al fresco por Hernando Tejada para decorar el edificio de la empresa Ferrocarriles Nacionales. La obra fue inaugurada en 1954. Junto a La historia del transporte, es la muestra más grande de muralismo en Colombia.

## Historia
A principios de la década de 1950 un mural realizado por Tejada fue borrado en la ciudad de Bogotá por orden del entonces presidente Laureano Gómez debido a la proximidad del mural a otro realizado por el Partido Comunista Colombiano. Luego de esto, Tejada fue llamado a Cali para adornar las instalaciones de Ferrocarriles Nacionales, edificio que se planteó inicialmente como la gran estación de las Américas.
Al margen de los años de preparación, Tejada pasó todo un año realizando el mural sobre la pared del edificio. Para ello se trasladó a vivir a una casa a 40 metros de la obra y contó con la ayuda del italiano Ernesto Buzzi, y otros artistas que participaron de manera temporal como Enrique Grau y Alejandro Obregón. La pintura sufrió el impacto de un terremoto que provocó una fisura horizontal en la estructura del edificio, que sumado a la falta de mantenimiento, el deterioro del cemento y la filtración de agua lluvia, llevó a la necesidad de restaurar la obra en el año 2018.

## La obra
El mural cuenta con unas dimensiones de 9,50 metros de altura por 20 metros de ancho. Muestra imágenes relacionadas con la evolución histórica de Cali: La fundación, la Colonia, la evangelización, la Independencia, la época republicana y la época moderna hasta el desarrollo agrícola e industrial; además de personajes icónicos de la región como María, de la obra de Jorge Isaacs, o el fundador Sebastián de Belalcázar.